# Ludwig Fay
Ludwig Benno Fay, auch Louis Fay (* 24. März 1859 in Gerresheim; † 16. August 1906 in Düsseldorf), war ein deutscher Tiermaler der Düsseldorfer Schule.

## Leben

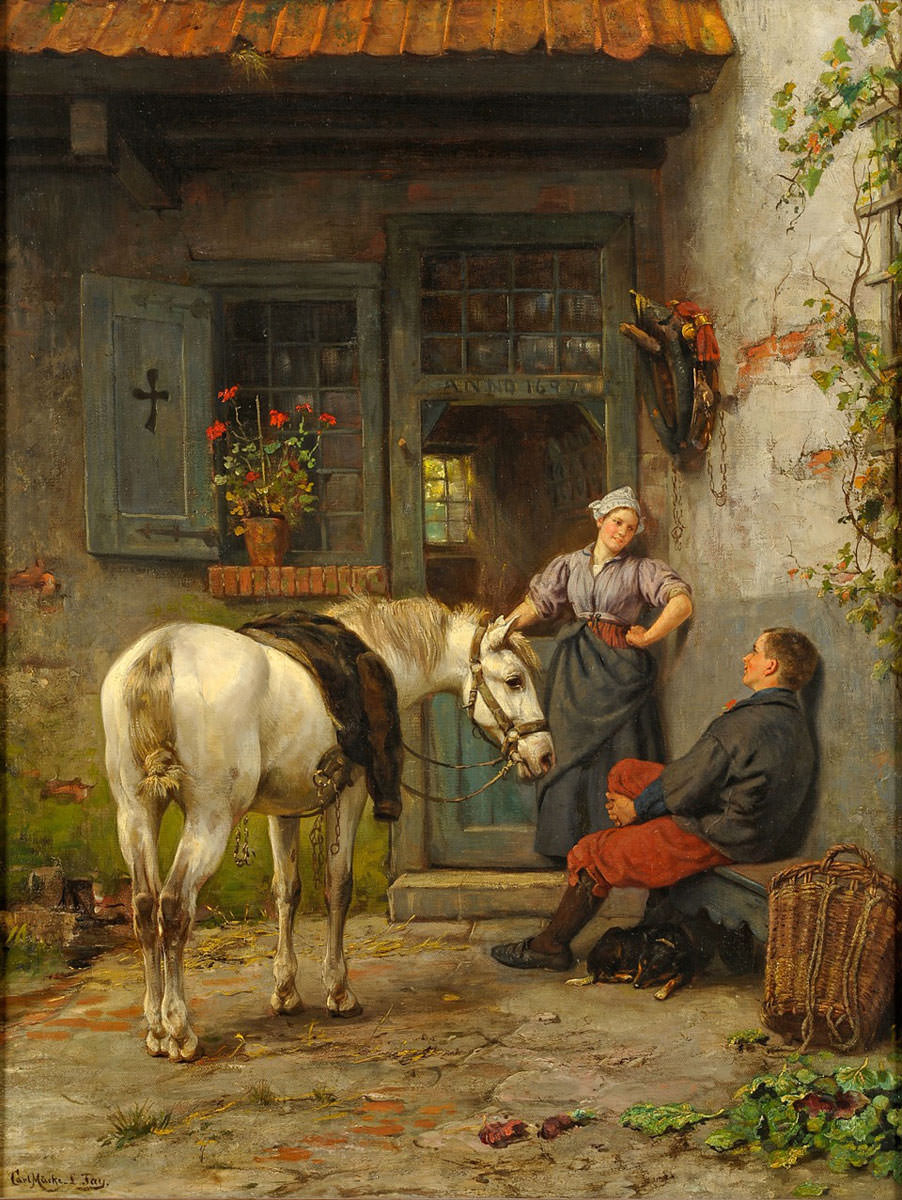
Plausch auf dem Hof, Gemeinschaftsbild mit Karl Mücke

Nach erstem Mal- und Zeichenunterricht bei seinem Vater Joseph Fay war er Privatschüler des Düsseldorfer Schlachtenmalers Emil Hünten, der ihn zu einem Pferdemaler ausbildete. Über seine Mutter Marie, eine Tochter des Verlegers und Druckereibesitzers Heinrich Arnz (1785–1854, Arnz & Comp.), war er Neffe der Maler Albert und Otto Arnz sowie Oswald Achenbach und Albert Flamm.

## Werke (Auswahl)

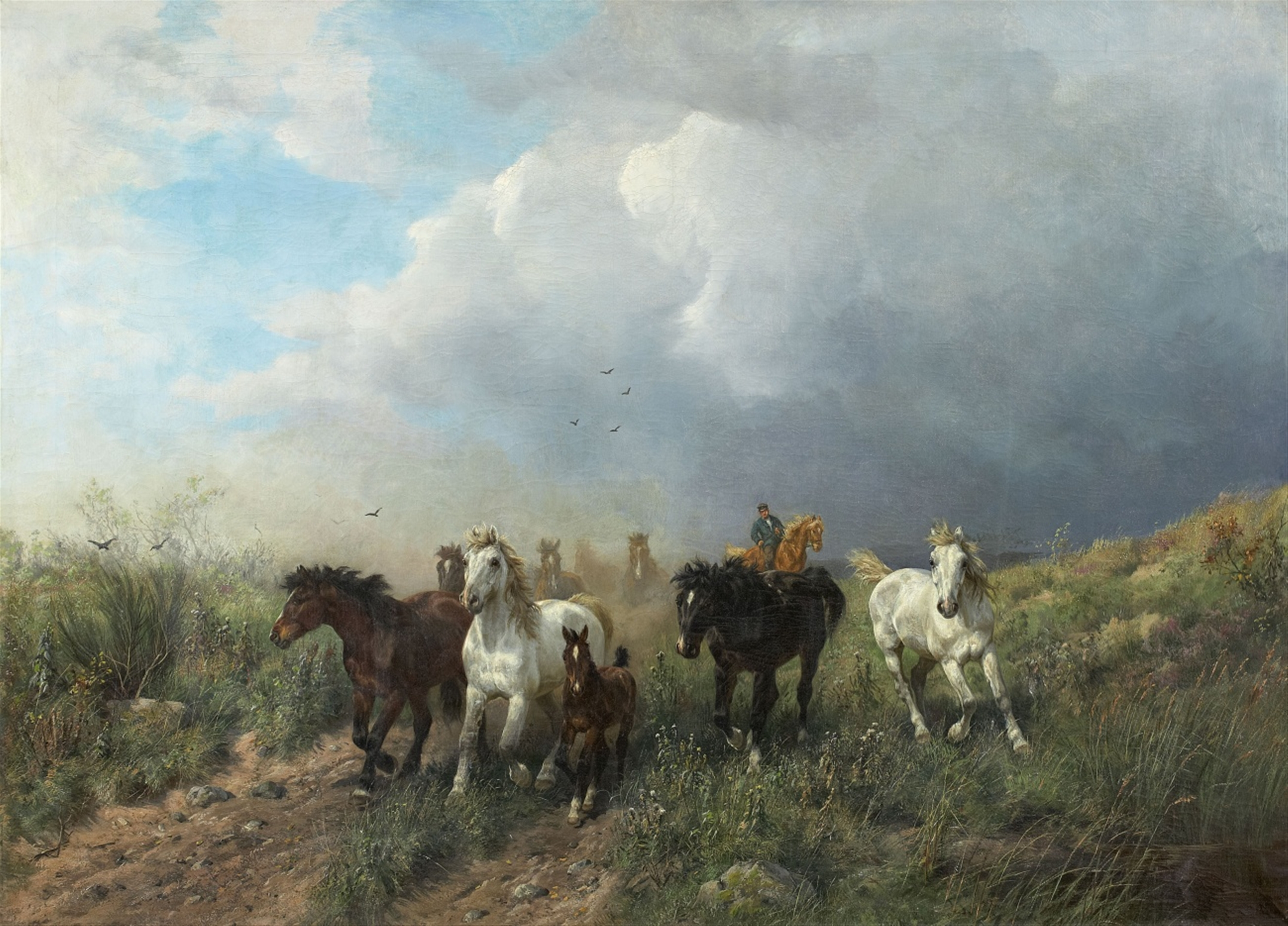
Eine Herde von Wildpferden, die von einem Bauern zusammengetrieben wird

Fay ist dafür bekannt, dass er eine Reihe von Gemälden in Gemeinschaftsarbeit schuf, etwa mit German Grobe, Karl Mücke und Carl Schultze.
- Die Heimkehr, 1896, zusammen mit Karl Mücke
- Pferdetränke
- Eine Herde von Wildpferden, die von Bauern zusammengetrieben wird
- In einem abendlichen Winterwald von Hunden gestellter Keiler
- Bracke mit Schmetterling
- Reiter mit Hund in Winterlandschaft